# Illa Coelleira
Coelleira és una illa gallega que pertany al municipi d'O Vicedo, a la província de Lugo. Està situada a la boca oriental de la ria d'O Barqueiro, a 600 metres de Punta Canteiro, el punt més proper de la costa cantàbrica. L'estret que la separa de terra ferma s'anomena O Carreiro.
Té un perímetre de 1.852 metres, amb una superfície de 0,27 km² i una altitud màxima de 82 metres sobre el nivell del mar. Està rodejada de petits illots, com els d'O Cabaliño, Percebellosa i Carabelas.
Antigament hi havia un monestir, del qual no s'hi conserven restes i que està documentat des de 1095. Els monjos, que probablement la poblaven des d'un temps anterior, eren de l'ordre de Sant Benet. Fins al 1420 no torna a aparèixer als documents, quan la comunitat pertanyia als agustins. Segons un document del 1534 ja no tenia habitants i el 1595 ja estava destruït. En el segle xvii, l'illa era ocupada per mariners bascos. Al segle xix l'illa va ser desamortitzada i va passar a ser propietat de la Marina espanyola, que va instal·lar-hi un far.